# Fernando Baiano
João Fernando Nelo noto più semplicemente come Fernando Baiano (San Paolo, 18 marzo 1979) è un ex calciatore brasiliano, di ruolo attaccante.

## Carriera
João Fernando Nelo iniziò la sua carriera calcistica nelle giovanili del Corinthians. Il soprannome Fernando Baiano (divenuto poi suo nome d'arte, con il quale è noto al grande pubblico) deriva da un aneddoto, secondo il quale uno degli allenatori che ebbe nelle giovanili, non ricordandosi il nome, lo chiamò esclamando Ehi, tu Baiano, convinto che il ragazzo provenisse dallo Stato di Bahia (in realtà il calciatore è originario dello Stato di San Paolo).
Fernando Baiano debuttò nel 1999 nella prima squadra del Corinthians, con cui vinse la primissima edizione sperimentale del Mondiale per club FIFA. Sempre nello stesso anno partecipò al Mondiale Under 20 FIFA in Nigeria con la Nazionale di calcio brasiliana, ma dopo quel torneo non è mai più stato convocato.
Nel 2002 l'attaccante si trasferì all'Internacional di Porto Alegre; l'anno successivo passa al Flamengo. Nella stagione 2003-2004 Fernando Baiano venne acquistato dai tedeschi del Wolfsburg, con cui disputò un buon campionato, segnando in Bundesliga 11 gol in 22 presenze.
A fine stagione ritorna in Brasile nelle file del São Caetano, ma a gennaio 2005 venne ceduto agli spagnoli del Malaga, dove con 9 gol in 17 partite contribuì alla salvezza in Liga della squadra, in lotta per non retrocedere. Nella stagione 2005-2006 si trasferì al Celta Vigo, dopo una lunga ed estenuante trattativa mai portata a termine con il Deportivo La Coruña. Nell'ultima stagione ha segnato 13 gol in campionato su 32 partite ed 1 in Coppa del Re su 2 partite.
Nell'agosto 2007 firma un contratto per tre anni con il Real Murcia, nel 2008 passa poi in prestito all'Al-Jazira Club, dove rimane per una stagione mettendo a segno 25 gol in 22 partite.
Per la stagione successiva, il brasiliano rimane negli Emirati Arabi Uniti andando a giocare nel Al-Wahda.

## Palmarès

### Club

#### Competizioni statali
- Campeonato Paulista: 2

Corinthians: 1999, 2001
- Campionato Gaúcho: 1

Internacional: 2003

#### Competizioni nazionali
- Campionato brasiliano: 1

Corinthians: 1999

#### Competizioni internazionali
- Coppa del mondo per club: 1

Corinthians: 2000

### Individuale
- Capocannoniere della Coppa Libertadores: 1

1999 (6 gol, a pari merito con Martín Zapata, Gauchinho, Ruberth Morán, Rubén Sosa e Víctor Bonilla)
- Capocannoniere della UAE Pro-League: 1

2008-2009 (25 gol)
- Capocannoniere della Etisalat Emirates Cup: 1

2008-2009 (7 gol)